# Quinto (Hiszpania)
Quinto – gmina w Hiszpanii, w prowincji Saragossa, w Aragonii, o powierzchni 118,26 km². W 2011 roku gmina liczyła 2077 mieszkańców.